# Передние Городцы
Передние Городцы — упразднённая в 1964 году деревня Городецкого сельсовета в Трубчевском сельском районе Брянской области РСФСР СССР. Малая родина Героя Советского Союза Малина И.Г.

## География
Расположена была на юге региона, в Среднем Подесенье, на реке Десне, в пригородной зоне города Трубчевск, примерно в 95 км к югу от Брянска.
Климат
Климат умеренно континентальный.

## История
9 ноября 1925 года Постановлением ВЦИК пригород Трубчевска Передние Городцы отнесён к сельским поселениям Брянской губернии (Собрание узаконений и распоряжений рабоче-крестьянского правительства РСФСР. — 1925.- № 76 (20 нояб.).- Ст.592.- С.923-924; ГАБО.Ф.Р-85.Оп.1.Д.854.Л.99).
На момент упразднения входила в Трубчевский сельский район.
Решением Брянского сельского облисполкома от 8 сентября 1964 года деревни Передние Городцы, Средние Городцы и Верхние Городцы объединены в один населённый пункт — деревня Городцы.

## Известные уроженцы
В крестьянской семье 6 июля 1897 года родился Герой Советского Союза, разведчик Иван Гаврилович Малин.

## Инфраструктура
В д. Передние Городцы Трубчевского уезда 2 октября 1899 года была открыта земская школа имени А.С. Пушкина. После 1917 года стала восьмилеткой.
Личное подсобное хозяйство.

## Транспорт
Деревня стояла на дороге в Трубчевск.